# Harold Dieterle
Harold Dieterle (11 de junio de 1977, West Babylon) es un chef estadounidense, más conocido como el ganador de la primera temporada de la serie de televisión reality de Bravo, Top Chef. Después de ganar el premio Top Chef, tuvo tres restaurantes en la ciudad de Nueva York: Perilla, Kin Shop y The Marrow. Cerró los tres en 2014 y 2015. 
Su plato estrella son las albóndigas picantes de pato.

## Carrera culinaria
La carrera profesional de Dieterle comenzó en Della Femina en Los Hamptons durante dos años. A esto le siguieron tres años en Red Bar y dos años en 1770 House, ambos en la ciudad de Nueva York . Durante casi cinco años, fue sous-chef en el restaurante The Harrison en Nueva York.
En octubre de 2005, Dieterle compitió y ganó la primera temporada de Top Chef . Después de su victoria en el programa, dejó The Harrison a principios de 2006 para planificar la apertura de su propio restaurante. Su primer restaurante, Perilla, abrió en mayo de 2007 en Nueva York. En 2010 abrió Kin Shop, un restaurante tailandés. En una crítica positiva de Kin Shop en 2010 en la revista New York, el crítico de comida Adam Platt llamó a Dieterle "el ganador original (y fácilmente más talentoso)" de Top Chef .  
En 2012, abrió The Marrow en Nueva York, que presentaba una combinación de cocina italiana y alemana que era un homenaje a la herencia germana de Dieterle y la ascendencia italiana de su esposa. 
The Marrow cerró sus puertas en 2014 después de menos de dos años. A finales de 2015, Dieterle cerró sus dos restaurantes restantes, Kin Shop y Perilla. Dieterle dijo que se despedía del restaurante y del negocio de la hostelería.
En 2016, Dieterle fue asesor de la serie de televisión AMC Feed the Beast, ambientada en un restaurante ficticio.

## Vida personal
El 4 de septiembre de 2010, Dieterle se casó con Meredith Davies en Atlanta. Se conocieron en el Food & Wine Classic en Aspen, en 2006, el verano después de su temporada ganadora en Top Chef .   